# Elis & Tom
Elis & Tom — совместный студийный альбом бразильских исполнителей Элис Режины и Антониу Карлоса Жобина, выпущенный в 1974 году на лейбле Philips Records.

## Отзывы и признание
| Оценки критиков                            | Оценки критиков |
| Источник                                   | Оценка          |
| ------------------------------------------ | --------------- |
| AllMusic                                   | [ 1 ]           |
| The New Rolling Stone Album Guide          | [ 2 ]           |
| The Rolling Stone Jazz & Blues Album Guide | [ 3 ]           |

В AllMusic альбому присудили 4,5 звезды, а в обзоре Тома Юрек сказано: «Это прекрасное — и теперь легендарное — свидание культовой бразильской вокалистки Элис Режины и композитора, дирижёра и аранжировщика Тома Жобина — одна из величайших записей бразильской поп-музыки».
В 2007 году Rolling Stone Brasil поставил его на одиннадцатое место в списке ста величайших музыкальных записей Бразилии. Альбом был включен в Зал славы «Латинской Грэмми» в 2007 году.

## Список композиций
1. «Águas de Março» (Антониу Карлос Жобин) — 3:32
2. «Pois É» (Антониу Карлос Жобин, Шику Буарки) — 1:43
3. «Só Tinha de Ser Com Você» (Антониу Карлос Жобин, Алойзиу ди Оливейра) — 3:49
4. «Modinha» (Антониу Карлос Жобин, Винисиус ди Морайс) — 2:16
5. «Triste» (Антониу Карлос Жобин) — 2:39
6. «Corcovado» (Антониу Карлос Жобин) — 3:53
7. «O Que Tinha de Ser» (Антониу Карлос Жобин, Винисиус ди Морайс) — 1:43
8. «Retrato Em Branco E Preto» (Антониу Карлос Жобин, Шику Буарки) — 3:03
9. «Brigas, Nunca Mais» (Антониу Карлос Жобин, Винисиус ди Морайс) — 1:39
10. «Por Toda A Minha Vida» (Антониу Карлос Жобин, Винисиус ди Морайс) — 2:04
11. «Fotografia» (Антониу Карлос Жобин) — 2:46
12. «Soneto de Separação» (Антониу Карлос Жобин, Винисиус ди Морайс) — 2:20
13. «Chovendo Na Roseira» (Антониу Карлос Жобин) — 3:11
14. «Inútil Paisagem» (Антониу Карлос Жобин, Алойзиу ди Оливейра) — 3:08

Бонус-треки переиздания
1. «Fotografia» (Alternative Version) — 4:36
2. «Bonita» (Антониу Карлос Жобин) — 3:07

## Участники записи
- Бас-гитара — Луис Майя
- Вокал — Элис Режина
- Вокал, гитара, фортепиано — Антонио Карлос Жобин
- Гитара — Элиу Дельмиру, Оскар Кастру Невес
- Звукорежиссёр — Умберто Гатика
- Продюсер — Алойзиу ди Оливейра
- Ударные — Паулу Брага
- Фортепиано — Сезар Камарго Мариано

## Чарты
| Чарт (2004)      | Высшая позиция |
| ---------------- | -------------- |
| Португалия (AFP) | 12             |